# Pierric Guittaut
Pierric Guittaut, né en 1974 à Melun en Seine-et-Marne, est un romancier et essayiste français, auteur de roman policier.

## Biographie
Né en 1974 à Melun, Pierric Guittaut fait toute sa scolarité à La Châtre, dans l'Indre, où ses parents ont déménagé alors qu'il avait 7 ans. Responsable qualité dans l'industrie aéronautique, il vit également de sa plume.
Chroniqueur de littérature de genre pour la revue Éléments depuis 2012, il analyse les enjeux de la fiction policière contemporaine à travers plusieurs articles publiés dans cette revue, ou sur le site d'extrême droite de l'Observatoire du journalisme.
Il est l'auteur de Beyrouth-sur-Loire (éditions Papier Libre, 2010), La Fille de la pluie (2013), D'ombres et de flammes (2016), tous deux publiés dans la collection Série noire, et Ma douleur est sauvagerie (2018) : quatre romans noirs qui ont la particularité d'avoir pour cadre le milieu rural,, alors que, dans les œuvres de ce genre policier, l'action se déroule habituellement dans les villes. Ma douleur est sauvagerie est sélectionné en juin 2019 pour l'obtention du Grand prix de littérature policière 2019.
Il a consacré à ce genre un article initialement intitulé "Au fond des bois, personne ne vous entendra crier" dans lequel il analyse la genèse du polar rural et affirme que celui-ci n'est pas qu'un sous-genre de roman policier, mais un genre littéraire spécifique apparu de façon concomitante à la naissance du roman criminel moderne et que celui-ci, en dépit de son renouveau récent, n'a rien de novateur. Cette analyse a notamment été intégrée aux travaux du groupe de recherche ALEF (Arts, Littératures, Échanges, Frontières) de l'Université Rennes 2, et valu à l'auteur d'être consulté par l'équipe du magazine Le Nouveau Rendez-vous sur France Inter à l'occasion d'une émission spéciale sur le polar rural.
En juin 2015, il signe aussi la préface de la réédition de Fasciste, le premier roman de Thierry Marignac, publié pour l'occasion aux éditions ActuSF.

## Ses travaux sur la Bête du Gévaudan
Dans une étude parue en 2017, Pierric Guittaut émet une hypothèse basée non seulement sur les indices relatifs à la bête du Gévaudan, mais sur les points de coïncidence avec plusieurs autres bêtes dévorantes aux cours des siècles, tels que la bête de l'Orléannais, la bête du Lyonnais ou plus près de nous le monstre du Valais. Ses conclusions sont que la bête est un canidé et que des remontées génétiques aléatoires se produiraient de temps à autre dans des meutes de loups, donnant naissance à un sujet présentant les caractéristiques de l'ancien loup cervier (ou plutôt loup servier, dévoreur de serfs au Moyen Âge, n'ayant rien à voir avec le lynx). Il envisage une hybridation ancienne de cette dernière espèce avec le canis dirus, un canidé disparu à la dernière glaciation et dont l'apparence et les particularités physiques correspondraient avec les descriptions majoritaires faites de la bête du Gévaudan et des autres bêtes citées.

## Œuvres

### Romans
- Beyrouth-sur-Loire, (signé Pierric-Alexandre Guittaut), Paris, éditions Papier Libre, 2010, rééd. Auda Isarn, coll. « Lys Noir » n° 13, 2020 (ISBN 978-2-36161-008-1)[2]
- La Fille de la pluie, éditions Gallimard, coll. « Série noire », 2013[13],[14],[5] ; réédition, Paris, Gallimard, coll. « Folio policier » no 856, 2018  (ISBN 978-2-07-278259-6)
- Ma douleur est sauvagerie, Paris, Les Arènes, coll. « Equinox », 2019  (ISBN 978-2-7112-0104-4)[15],[6]
- Dr Geikil & Mister Hussard, éditions Auda Isarn coll. « Lys Noir » n°11 , 2020  (ISBN 2-917295-79-1)
- Marshal Carpentel, éditions Auda Isarn coll. « Lys Noir » n°19, 2022

#### Série Major Remangeon
1. D’ombres et de flammes, éditions Gallimard, coll. « Série noire », 2016  (ISBN 978-2-07-014968-1)[16],[17]
2. L’Heure du loup, éditions Les Arènes, 2021  (ISBN 979-10-375-0296-4)

### Roman électronique
- Marshal Carpentel, Amazon Kindle Publishing, 2014

### Essai
- La Dévoreuse : le Gévaudan sous le signe de la Bête 1764-1767, Clermont-Ferrand, Éditions De Borée, coll. « Histoire & documents », 2017[12]